# 小野田為躬
小野田 為躬（生没年不詳）は、戦国時代から江戸時代初期の武将。為一（ためかづ）とも。通称は小一郎。彦根藩家老小野田一郎家の2代目。養父に小野田為盛。養子に小野田為定。

## 概略
旧縁があって、彦根藩藩士小野田為盛の養子となりその跡を継ぐ。若い頃から井伊家の足軽大将に任じられ、井伊直孝の配下として大坂冬の陣・夏の陣に従軍した。これに際して200石が加増され、その後100石がさらに加増されたため、為躬の代には養父の700石に合わせて1000石を知行した。大坂の陣での活躍に関しては、家来および預けられた同心のことに関しても「御触無之ニ付書出シ不申候」とある。為躬にも実子がいなかったため、大久保新右衛門の次男を養子にしたとある。
彦根城博物館が活字化した『侍中由緒帳』では、為躬を石谷市右衛門（石谷政勝）の次男と記載するが、『寛政重修諸家譜』では石谷政清の娘が小野田小一郎に嫁いだとあり、政清の息子である石谷政信（十右衛門）の、次男の小一郎為一が小野田氏を称したとある。なお、『侍中由緒帳』中でも小野田為一を為躬と同一として扱っている。